# وليم أندريا
وليم أندريا فائز نصار الملقب ب الغزال الأسمر (1951م - 1976م) موسيقى ولاعب كرة سلة سوداني، يعد من رواد موسيقى الجاز في السودان، أسس فرقة للجاز عرفت بفرقة وليم أندريه للجاز. لعب للمنتخب السوداني لكرة السلة، وكان أصغر لاعب في المنتخب، وحقق معه البطولة العربية لكرة السلة، وأختير من ضمن المنتخب الأفريقي لكرة السلة. وفي سنوات عمره القصيرة حقق وليم العديد من الانجازات المهمة.

## مولده ونشأته
ولد وليم في 31 مايو من العام 1951م، والده هو أندريا فائز نصار سوداني الجنسية، تعود أصوله إلى جنوب السودان، وجده لوالده طبيب مسيحي لبناني الجنسية، عمل بجنوب السودان، وتزوج من هناك وأنجب أولاد وبنات من بينهم والد وليم. أما والدته مريم فهي مولدة في مدينة القضارف، والدتها من حي المسالمة بأمدرمان، أما والدها فهو من أصول إثيوبية، قدم إلى السودان إبان فترة المهدية. أشقائه جوزيف وفائز ولطيف، وشيقاقته آمال وشادية وكاترينا. وثلاثتهن كن من اللاعبات المميزات في كرة السلة، ولعبن للمنتخب السوداني لكرة السلة.

## أهم انجازاته الرياضية
مارس كرة القدم، كحارس مرمى، وكان له اهتمام بالجمباز والسباحة، ولكن شغفه الأكبر كان في كرة السلة، فلعب لفريق كمبوني ثم أشبال النادي الكاثوليكي ثم الأولمبي وتم اختياره للفريق القومي السوداني لكرة السلة ثم منتخب أفريقيا لكرة السلة عام 1975م.
تم اختياره للفريق القومي وعمره لم يتجاوز 17 سنة فكان أصغر لاعب وسط كوكبة فذة من نجوم تلك الحقبة التاريخية.
قاد السودان للفوز بالبطولة العربية الثانية للسلة عام 1975 بالكويت، حيث فاز السودان في النهائي على العراق 93/91 في مباراة تاريخية.
اختير لمنتخب أفريقيا لكرة السلة 1975/1976م مع كل من محمد الإعيسر ومايكل بنجامين.
وسام الرياضة من الدرجة الأولى عام 1976م

## أهم إنجازاته الموسيقية
كانت الموسيقى هي شغف وليم الثاني بجانب كرة السلة، لذا التحق بالمعهد العالي للموسيقى والمسرح.
أسس وليم في بداية حياته الموسيقية فرقة جاز إسمها لورد، لم تستمر كثير ليؤسس بعدها فرقة أب تايدز برفقة أخيه جوزيف، ولاحقاً بعد وفاته سميت الفرقة بإسمه وفاءاً له، فعرفت بفرقة وليم أندريه.
توفي وليم اندريه قبل أن يكمل دراسته في المعهد العالي للموسيقى والمسرح، فكرمه المعهد بمنحه البكالريوس الفخري مع دفعته.

## وفاته
توفى في الرابع من يوليو من العام 1976م، بعد مرور يومين من بدء المحاولة الانقلابية التي دبرتها فصائل الجبهة الوطنية السودانية، بقيادة العميد محمد نور سعد والتي عرفت في التاريخ السياسي بأحداث المرتزقة.

## الجوائز
فاز مع المنتخب الوطني لكرة السلة بالبطولة العربية الثانية لكرة السلة في العام 1975م.
نال لقب نجم البطولة العربية في العام 1975م.
نال وسام الرياضة من الدرجة الأولى في العام 1976م.